# Lando Calrissian
Landonis Balthazar "Lando" Calrissian III è un personaggio immaginario dell'universo fantascientifico di Guerre stellari introdotto per la prima volta nel film della trilogia originale, L'Impero colpisce ancora interpretato da Billy Dee Williams (che ha successivamente prestato la voce anche per le apparizioni animate del personaggio), ma apparso anche in vari media come fumetti e romanzi. Nel film Solo: A Star Wars Story Calrissian è interpretato da Donald Glover.

## Biografia del personaggio

### Film

#### L'Impero colpisce ancora
Lando viene introdotto ne L'impero colpisce ancora e presentato come un ex-contrabbandiere, vecchio amico di Ian Solo e precedente proprietario del Millennium Falcon (vinto da Solo in una partita al gioco di carte sabaac), ora primo ministro del pianeta Bespin e amministratore di Città delle nuvole. Appare per la prima volta, quando Leila, Chewbecca, Ian e C-3PO arrivano su Bespin per cercare rifugio dalle truppe imperiali. Sfortunatamente Lando, amico di vecchia data di Ian, si trova costretto a consegnare quest'ultimo proprio a Dart Fener, intenzionato ad utilizzarlo come esca per attirare Luke Skywalker. A malincuore accetta quindi di consegnare il vecchio amico all'Impero sotto la minaccia di un'occupazione militare di Città delle nuvole. Dopo aver però intuito che il Signore dei Sith non intende affatto mantenere la parola data, Lando approfitta della battaglia fra Fener e Skywalker per cogliere di sorpresa la guarnigione imperiale e fuggire dalla stazione dopo aver liberato i compagni di Ian, per poi unirsi a loro per riparare liberando il suo amico.

#### Il ritorno dello Jedi
Successivamente (ne Il ritorno dello Jedi) collabora con Luke, Leila e Chewbecca alla liberazione di Solo dal palazzo del gangster Jabba the Hutt, infiltrandosi come una guardia della scialuppa. Da quel momento Lando entra a far parte della Ribellione contro l'Impero, con il grado di generale, soprattutto dopo le sue eroiche gesta nella battaglia di Taanab, e prende parte come pilota del Millennium Falcon all'attacco contro la seconda Morte Nera in orbita attorno alla luna boscosa di Endor.

#### Solo
Lando riappare anche in Solo: A Star Wars Story da giovane. In questo film viene mostrato il suo incontro con Ian e Chewbecca e si scopre che era lui il proprietario del Millennium Falcon. Calrissian decide di aiutare Ian e il suo equipaggio insieme al suo droide L3-37 in una missione su Kessel per recuperare del coassio (un materiale prezioso esplosivo). Dopo la missione Lando decide di lasciare il gruppo non appena giunge Enfys Nest e la sua banda. Verrà rintracciato successivamente da Ian e Chewbecca su Numidian Prime dove viene disputata la partita a sabacc che permette a Ian di vincere il Millennium Falcon.

#### L'ascesa di Skywalker
31 anni dopo la Battaglia di Endor, Lando viene rintracciato su Pasaana da Rey, Finn, Poe Dameron, C-3PO, BB-8 e Chewbecca, inviati dal generale Leila Organa. L'ex generale della Ribellione aiuta il trio a rintracciare la nave di Ochi di Bestoon e in seguito si unisce alla Resistenza nella battaglia finale contro il sinistro Primo Ordine, sorto dalle ceneri dell'Impero Galattico, e il malvagio Darth Sidious. Con il suo aiuto viene radunata un'immensa flotta di astronavi dei mondi liberi per contrastare Palpatine. Una volta sconfitta la minaccia, Lando festeggia insieme alla Resistenza la vittoria, vedendo inoltre in Jannah, un ex assaltatore del Primo Ordine, qualcosa di familiare e le offre il suo aiuto per trovare la sua famiglia perduta.

### Televisione

#### Rebels
Lando appare durante il suo periodo come contrabbandiere nella serie televisiva Star Wars Rebels del 2014, prodotta dalla Lucasfilm e trasmessa su Disney Channel, doppiato da Billy Dee Williams. La sua prima apparizione è nell'episodio della prima stagione La mano dello sciocco, dove riesce a vincere per breve tempo il droide astromeccanico del gruppo dei protagonisti (C1-10P, detto "Chopper") durante una partita di sabaac contro il ribelle Zeb Ortelios, promettendo però di restituirlo ai cinque ribelli se lo aiuteranno ad eludere il blocco Imperiale su Lothal e recuperare dal signore del crimine Azmorigan il suo pregiato porco-palla (che Lando avrebbe utilizzato per i suoi scopi). I sei riescono nell'impresa, dopo una breve lotta con i sicari di Azmorigan. Il personaggio riappare (seppur in ologramma) nel film televisivo pilota della seconda stagione L'assedio di Lothal dove aiuta i ribelli protagonisti a fuggire da Lothal utilizzando dei dispositivi per confondere gli star destroyer in orbita sul pianeta.

### Legends
Dopo la battaglia di Endor egli stabilì un complesso minerario su Nkllon, il pianeta più vicino alla stella Athega. Il complesso prese il nome di Nomad City e si specializzò nell'estrazione di materiali dal sottosuolo e nella produzione di scudi con speciali rivestimenti isolanti per fornire alle astronavi in transito da e verso la stazione di resistere al caldo intenso prodotto dal vicino sole. Una particolarità di questo centro di produzione era quella di trovarsi costantemente sulla faccia non illuminata del pianeta e di potersi muovere per rimanere in tale posizione. Tale stratagemma fu adottato poiché la temperatura sul lato illuminato del pianeta avrebbe causato la fusione di ogni tipo di materiale.
Il complesso di Nomad City venne distrutto dal grand'ammiraglio Thrawn durante il suo tentativo di guidare le restanti truppe imperiali a una vittoria contro la Nuova Repubblica. Lando Calrissian riprese il suo ruolo di generale nelle forze della Nuova Repubblica solamente altre due volte: quando la minaccia di Palpatine si ripresentò in un nuovo corpo-clone e quando la razza degli Yuuzhan vong fece la sua apparizione nella galassia. Con la fine di quest'ultimo conflitto, Lando si ritirò a vita privata.
Presentato da Ian come "una canaglia che vive di imbrogli", Lando sarà di grande aiuto alla Ribellione mostrando capacità di comando, abilità di combattimento e grande coraggio. Resterà molto legato a tutti i personaggi principali.

## Concezione e sviluppo
Nella concept art originale Lando doveva essere un clone scampato alle omonime guerre con il nome di Lando Kadar, ma successivamente l'idea fu scartata e il personaggio fu descritto come «Un personaggio alla cappa e spada grandioso da interpretare». Il ruolo fu quindi assegnato a Williams (che precedentemente aveva sostenuto il provino per il ruolo di Ian Solo), il quale venne assunto anche per evitare alla saga accuse di "razzismo".